# Scottish Open
Scottish Open − profesjonalny turniej snookerowy rozgrywany w Szkocji w latach 1981–1989, 1993–2004, oraz od 2016. Od roku 1982 jako turniej rankingowy. Najwięcej zwycięstw w tej imprezie posiada Steve Davis, który wygrał ten turniej sześciokrotnie.

## Zwycięzcy
| Rok                                              | Zwycięzca                                        | Przeciwnik                                       | Wynik                                            | Sezon                                            |
| Jameson International (wydarzenie nierankingowe) | Jameson International (wydarzenie nierankingowe) | Jameson International (wydarzenie nierankingowe) | Jameson International (wydarzenie nierankingowe) | Jameson International (wydarzenie nierankingowe) |
| ------------------------------------------------ | ------------------------------------------------ | ------------------------------------------------ | ------------------------------------------------ | ------------------------------------------------ |
| 1981                                             | Steve Davis                                      | Dennis Taylor                                    | 9–0                                              | 1981/1982                                        |
| Jameson International (wydarzenie rankingowe)    |                                                  |                                                  |                                                  |                                                  |
| 1982                                             | Tony Knowles                                     | David Taylor                                     | 9–6                                              | 1982/1983                                        |
| 1983                                             | Steve Davis                                      | Cliff Thorburn                                   | 9–4                                              | 1983/1984                                        |
| 1984                                             | Steve Davis                                      | Tony Knowles                                     | 9–2                                              | 1984/1985                                        |
| Goya Matchroom Trophy                            |                                                  |                                                  |                                                  |                                                  |
| 1985                                             | Cliff Thorburn                                   | Jimmy White                                      | 12–10                                            | 1985/1986                                        |
| BCE International                                |                                                  |                                                  |                                                  |                                                  |
| 1986                                             | Neal Foulds                                      | Cliff Thorburn                                   | 12–9                                             | 1986/1987                                        |
| Fidelity Unit Trusts International               |                                                  |                                                  |                                                  |                                                  |
| 1987                                             | Steve Davis                                      | Cliff Thorburn                                   | 12–5                                             | 1987/1988                                        |
| 1988                                             | Steve Davis                                      | Jimmy White                                      | 12–6                                             | 1988/1989                                        |
| BCE International                                |                                                  |                                                  |                                                  |                                                  |
| 1989                                             | Steve Davis                                      | Stephen Hendry                                   | 9–4                                              | 1989/1990                                        |
| Sky Sports International Open                    |                                                  |                                                  |                                                  |                                                  |
| 1993                                             | Stephen Hendry                                   | Steve Davis                                      | 10–6                                             | 1992/1993                                        |
| International Open                               |                                                  |                                                  |                                                  |                                                  |
| 1994                                             | John Parrott                                     | James Wattana                                    | 9–5                                              | 1993/1994                                        |
| Sweater Shop International Open                  |                                                  |                                                  |                                                  |                                                  |
| 1995                                             | John Higgins                                     | Steve Davis                                      | 9–5                                              | 1994/1995                                        |
| 1996                                             | John Higgins                                     | Rod Lawler                                       | 9–3                                              | 1995/1996                                        |
| International Open                               |                                                  |                                                  |                                                  |                                                  |
| 1997                                             | Stephen Hendry                                   | Tony Drago                                       | 9–1                                              | 1996/1997                                        |
| Regal Scottish Open                              |                                                  |                                                  |                                                  |                                                  |
| 1998                                             | Ronnie O’Sullivan                                | John Higgins                                     | 9–5                                              | 1997/1998                                        |
| 1999                                             | Stephen Hendry                                   | Graeme Dott                                      | 9–1                                              | 1998/1999                                        |
| 2000                                             | Ronnie O’Sullivan                                | Mark Williams                                    | 9–1                                              | 1999/2000                                        |
| 2001                                             | Peter Ebdon                                      | Ken Doherty                                      | 9–7                                              | 2000/2001                                        |
| 2002                                             | Stephen Lee                                      | David Gray                                       | 9–2                                              | 2001/2002                                        |
| 2003                                             | David Gray                                       | Mark Selby                                       | 9–7                                              | 2002/2003                                        |
| Daily Record Players Championship                |                                                  |                                                  |                                                  |                                                  |
| 2004                                             | Jimmy White                                      | Paul Hunter                                      | 9–7                                              | 2003/2004                                        |
| Scottish Open                                    |                                                  |                                                  |                                                  |                                                  |
| 2016                                             | Marco Fu                                         | John Higgins                                     | 9–4                                              | 2016/2017                                        |
| 2017                                             | Neil Robertson                                   | Cao Yupeng                                       | 9–8                                              | 2017/2018                                        |
| 2018                                             | Mark Allen                                       | Shaun Murphy                                     | 9–7                                              | 2018/2019                                        |
| 2019                                             | Mark Selby                                       | Jack Lisowski                                    | 9–6                                              | 2019/2020                                        |
| 2020                                             | Mark Selby                                       | Ronnie O’Sullivan                                | 9–3                                              | 2020/2021                                        |
| 2021                                             | Luca Brecel                                      | John Higgins                                     | 9–5                                              | 2021/2022                                        |
| 2022                                             | Gary Wilson                                      | Joe O’Connor                                     | 9–2                                              | 2022/2023                                        |
| 2023                                             | Gary Wilson                                      | Noppon Saengkham                                 | 9–5                                              | 2023/2024                                        |
| 2024                                             | Lei Peifan                                       | Wu Yize                                          | 9–5                                              | 2024/2025                                        |